# 방영민
방영민(方榮玟, 1948년 11월 15일~ )은 대한민국의 관료 출신 금융인, 기업인이다. 행정고시 17회로 관계에 입문한 재무관료 출신으로, 대통령비서실 부이사관, 재정경제부 경제정책심의관, 공보관, 금융정보분석원장, 금융감독원 감사 등을 거쳐 서울보증보험 사장을 역임했다.

## 학력
충청북도 음성군 출생으로, 경기고등학교와 서울대학교 상과대학 경영학과를 졸업하였다. 행정고시 합격후 호주 뉴잉글랜드대학 경영학, 경제학 석사를 받고 미국 펜실베이니아 대학교 경영대학원(와튼 스쿨) Visiting Scholar로 수학하였다. 프랑스의 국립행정대학원(ENA) 졸업하고 프랑스 상과대학(HEC)에서 경영학 박사(금융전공)를 하였다. 연세대학교 언론홍보대학원 최고위과정을 수료하였다.

## 경력
행정고시 17회로 재정경제부 경제정책심의관, 금융정보분석원(FIU)기획단장, 금융정보분석원장을 두루 거쳤으며 대통령비서실, 국무총리국무조정실 등을 거쳐 지난 2004년부터 금융감독원 감사를 맡아 왔다.
2007년 6월 18일 사장추천위원회에서 정기홍 사장의 후임으로 서울보증보험 사장으로 추대되어 20일 열리는 정기주주총회에서 최종 선임되었다.

## 수상
- 2003년 홍조근정훈장
- 2001년 프랑스 국가공훈장